# アイザック・メイアー・ワイズ

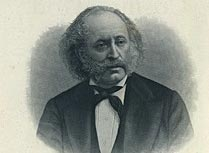
アイザック・メイアー・ワイズ

アイザック・メイアー・ワイズ（Isaac Mayer Wise, 1819年3月29日 シュタイングループ Steingrub（チェコ・ブルノ郊外郡ロムニチュカ Lomnička） - 1900年3月26日）は、モラビア出身のアメリカのユダヤ教改革派のラビ。
アメリカ改革派の草分け的存在といわれる。
シナゴーグでのメヒツァー（男女の隔ての格子）を取り除き、賛歌を用い、バル・ミツワーに替わる堅信礼を導入した。
ヘブライ・ユニオン・カレッジの初代校長。